# エネルゲイア
エネルゲイア（希: energeia）とは、アリストテレスによって提唱された哲学用語であり、アリストテレス哲学の中心をなす概念である。
「現実態」、「現勢態」、「顕勢態」、「現実性」、「実現」、「活動」などと訳される。

## 解説
アリストテレスによると、おおよそ全ての生成と呼ばれるものは、デュナミス（希: dynamis可能態、可能性）として存在するものが一定の目的に向かい、目的を実現する過程をエネルゲイアと呼ぶ。
例として、建築職人は建築物となる可能性のあるいろいろな素材を使って、建築職人の頭の中の構想としての「家」という目的を実現する。このとき、材料があるが「家」が作られていない状態がデュナミス（可能態、可能性）であり、「家」が完成した状態が、エネルゲイア（現実態）である。